# Прогрессив-филд
«Прогрессив-филд» (англ. Progressive Field) — бейсбольный стадион, расположенный в Кливленде (штат Огайо, США). Является домашним стадионом клуба Главной лиги бейсбола (МЛБ) «Кливленд Индианс». Вместе с другой спортивной ареной, «Квикен Лоэнс-ареной», входит в состав Gateway Sports and Entertainment Complex. В 2008 году в опросе Sports Illustrated был назван лучшим стадионом Главной лиги бейсбола. Вместимость «Прогрессив-филда» составляет 38 000 человек.
Стадион, стоимостью 175 млн долларов, был открыт 2 апреля 1994 года и первоначально назывался «Джейкобс-филд» — в честь владельцев «Индианс» Ричарда и Дэвида Джейкобсов, и носил это название с 1994 по 2008 год. В 2008 году страховая компания Progressive Insurance Company купила права на название стадиона и переименовала его в «Прогрессив-филд». Болельщики называют стадион «Джейк» (англ. The Jake), а после переименовывания иногда также «Прог» (англ. The Prog).

## История

### История создания и строительство
С 1947 года бейсбольный клуб «Кливленд Индианс» проводил свои домашние матчи на Муниципальном стадионе Кливленда, деля его с клубом Национальной футбольной лиги «Кливленд Браунс». В 1984 году был проведён референдум, на котором жители округа Кайахога проголосовали против увеличения налога на имущество для 100 % финансирования строительства куполообразного стадиона. Однако местные власти и владельцы спортивных команд не бросили свои планы о строительстве нового стадиона и была создана инициативная группа, которая продолжила изучение возможности строительства спортивного сооружения. В декабре 1985 года было приобретено место под строительство, в апреле 1986 года был утверждён проект нового стадиона, а уже через год началась очистка места под строительство. В мае 1990 года избиратели округа Кайахога одобрили увеличение на 15 лет налогов «на пороки» — сигареты и алкоголь для финансирования строительства нового спортивно-развлекательного комплекса Gateway Sports and Entertainment Complex. Строительство началось в январе 1992 года и уже в мае был залит фундамент. В июне 1992 года на месте строительства был совершён церемониальный бросок мяча, который исполнили Мэл Хардер — бейсболист, исполнивший первый бросок на Муниципальном стадионе Кливленда, и современные звёзды команды — Чарльз Нэгги и Сэнди Аломар младший. Установка сидений на стадионе началась в октябре 1993 года.
Стоимость строительства бейсбольного стадиона, который на чертежах был обозначен как «Бейсбольный парк „Кливленд Индианс“», составила около 175 млн долларов, из которых 91 млн выделил владелец «Индианс» Ричард Джейкобс. Оставшиеся 84 млн долларов были профинансированы из налогов «на пороки». «Индианс» также подписали соглашение с городом, согласно которому команда останется в городе до 2013 года и ежегодно будет выплачивать 1 000 000 долларов на покрытие расходов на управление сооружения и его текущий ремонт.

### Джейкобс-филд

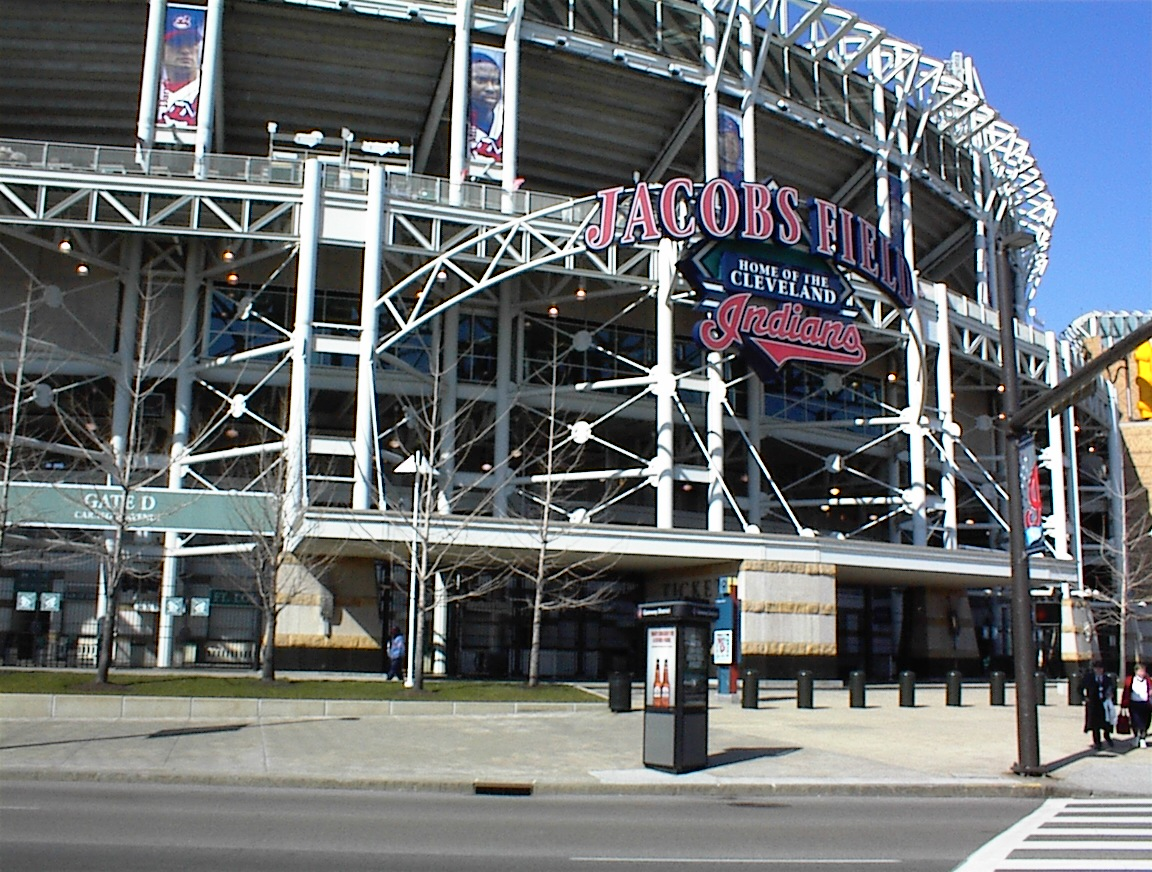
Логотип «Джейкобс-филд» над главным входом

Открытие стадиона, названного в честь владельца «Индианс» Ричарда Джейкобса «Джейкобс-филд», купившего права на название стадиона до конца 2006 года, состоялось 4 апреля 1994 года. Первый церемониальный бросок исполнил Президент США Билл Клинтон, а в дебютной 11 иннинговой игре «Индианс» победили «Сиэтл Маринерс» со счётом 4:3.
В 1995 году «Индианс» впервые с 1954 года смогли выйти в Мировую серию, в которой команда из Кливленда проиграла «Атланте Брэйвз» в шести играх. Два года спустя на «Джейкобс-филд» прошёл матч всех звёзд МЛБ — в игре команда Американской лиги перед глазами 44 916 человек одержала победу над Национальной лигой со счётом 3:1. В конце сезона «Индианс» вновь принимали Мировую серию, где опять проиграли — на этот раз «Флориде Марлинс» в семи играх. 3 июля 1999 года Джим Том сделал самый далёкий хоум-ран в истории стадиона. После его удара мяч улетел на 156 метров в центрфилд.
5 октября 2007 года во время восьмого иннинга игры против «Нью-Йорк Янкис» рой насекомых, иммигрирующих с озера Эри, окружил игровое поля, чем отвлёк релиф-питчера Джобу Чемберлена из-за чего тот пропустил Грэди Сизмора на первую базу. Из-за насекомых игру даже пришлось остановить на некоторое время и, впоследствии, она получила название Bug Game, хотя этот случай стал не первым, когда насекомые окружали «Джейкобс-филд».

### Прогрессив-филд

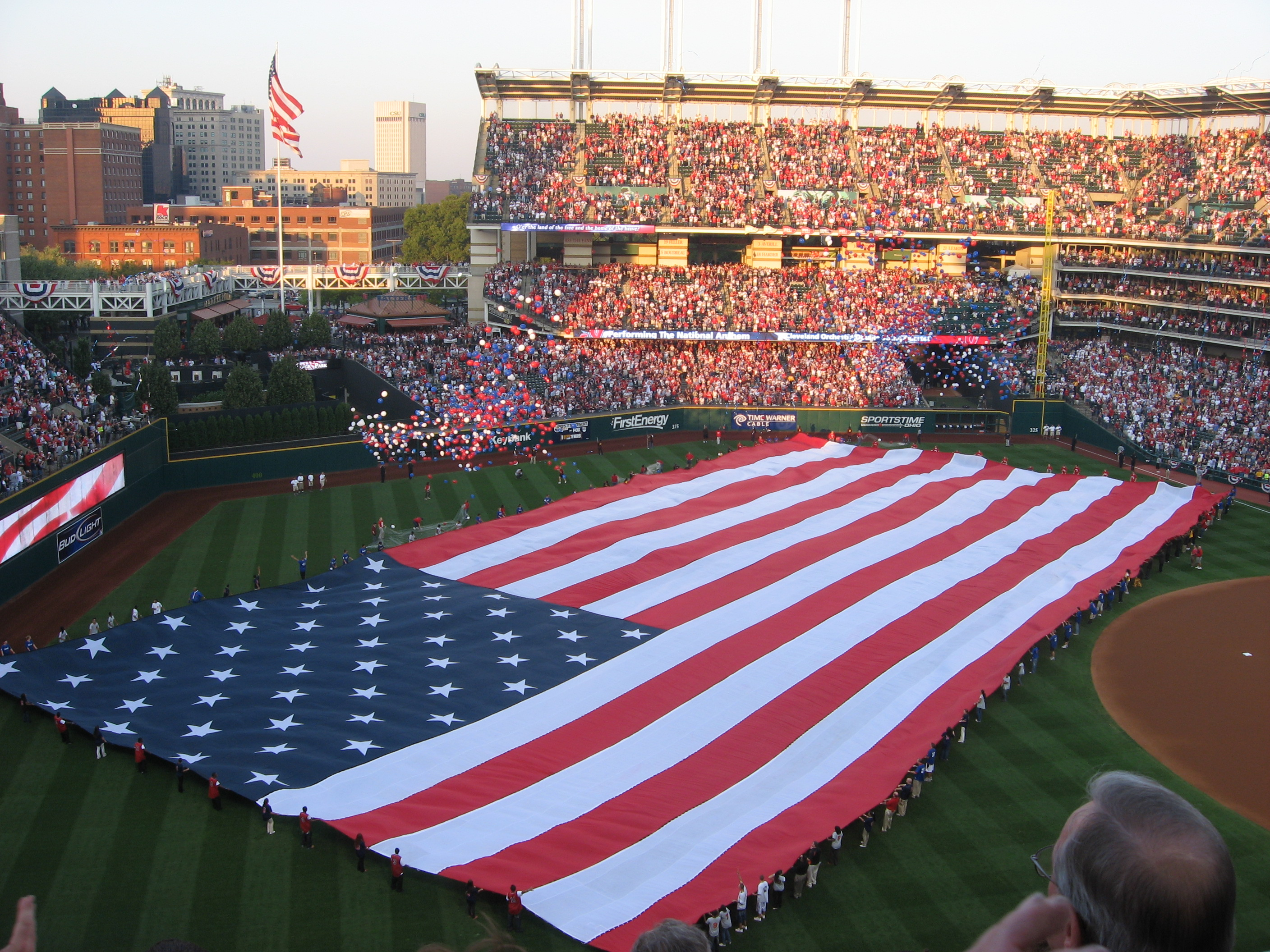
Мероприятие перед первой игрой дивизионной серии АЛ 2007 года

11 января 2008 года было объявлено, что страховая компания Progressive Corporation купила права на название стадиона, договорившись выплатить 57,6 млн долларов за 16 лет. Утром 18 января начался демонтаж с фасада здания культового логотипа «Джейкобс-филд», а 25 марта 2008 года был установлен новый логотип. Первоначально предполагалось назвать стадион «Прогрессив-парк», но такое название уже имел объект для проведения пикников в Каунсил-Блафс (штат Айова), поэтому стадион получил название «Прогрессив-филд».
В августе 2008 года «Индианс» продлили договор аренды стадиона с Gateway Economic Development Corp. с 2013 по 2023 год. Согласно договору, команда получит четыре пятилетних варианта обновления стадиона после 2023 года.
В ноябре 2010 года на «Прогрессив-филд» началось мероприятие, получившие название «Дни снега» (англ. Snow Days), которое проходило с 26 ноября 2010 года по 2 января 2011 года. Вокруг предупреждающей дорожки стадиона был установлен конькобежный трек, названный «Замороженная миля» (англ. Frozen Mile), на трибунах был организован снежный склон для тюбинга, а также множество других аттракционов. В ноябре 2011 года «Дни снега» вновь вернулись на стадион и проходили до 16 января. Было изменено местоположение некоторых аттракционов и добавлены новые. 15 января 2012 года в «Прогрессив-филде» впервые прошёл хоккейный матч. В этот день встретились команды «Огайо Стэйт Баккайс» и «Мичиган Вульверинс», что стало первой в истории Огайо хоккейной игрой на открытой площадке. 1 июня 2012 года было объявлено, что «Дни снега» не будут проходить в 2012 году из-за плохой посещаемости в предыдущем году, что во многом было обусловлено самой тёплой зимой в истории — температура в день открытия была 16°С.
В октябре 2014 года, после окончания бейсбольного сезона, началась первая фаза работ по обновлению стадиона стоимостью 26 млн долларов. Перед входом в стадион была построена новая открытая площадка, на которой были установлены статуи лучших игроков «Индианс». Были изменены буллпены команд, обновлён вестибюль, добавлены новые закусочные, увеличена детская игровая площадка и убраны 7000 мест на верхнем ярусе, вместо которых оборудованы стоячие места. 11 августа 2015 года «Индианс» объявили о начале второй фазы обновления, в рамках которой будет проведена модернизация центра и правого филда, строительство новой клубной зоны за домашней базой, добавление новых закусочных и элементов, олицетворяющих историю «Кливленд Индианс».

### Рекорды посещаемости
С 12 июня 1995 года по 4 апреля 2001 года все билеты на домашние матчи «Индианс» были полностью распроданы, таким образом «Джейкобс-филд» установил рекорд по аншлагам Главной лиги бейсбола, распродавая полностью билеты на 455 игр подряд.. Спрос на билеты был так велик, что в пяти сезонах все билеты на 81 домашнюю игру сезона были полностью распроданы ещё до начала регулярного чемпионата. В честь этого рекорда «Индианс» вывели из обращения номер 455 и закрепили его за этим достижением. 9 сентября 2008 года «Бостон Ред Сокс» превзошли этот рекорд, распродав полностью билеты на 456 игр подряд. Рекорд посещаемости «Прогрессив-филд» был установлен в пятой игре дивизионной серии 1997 года, когда посмотреть матч пришло 45 274 человек. 2 апреля 2011 года «Индианс» установили антирекорд по посещаемости — игру команды пришло посмотреть всего 9853 человек, а на следующей день ещё меньше — 8726 человек.

## Проект стадиона и его особенности

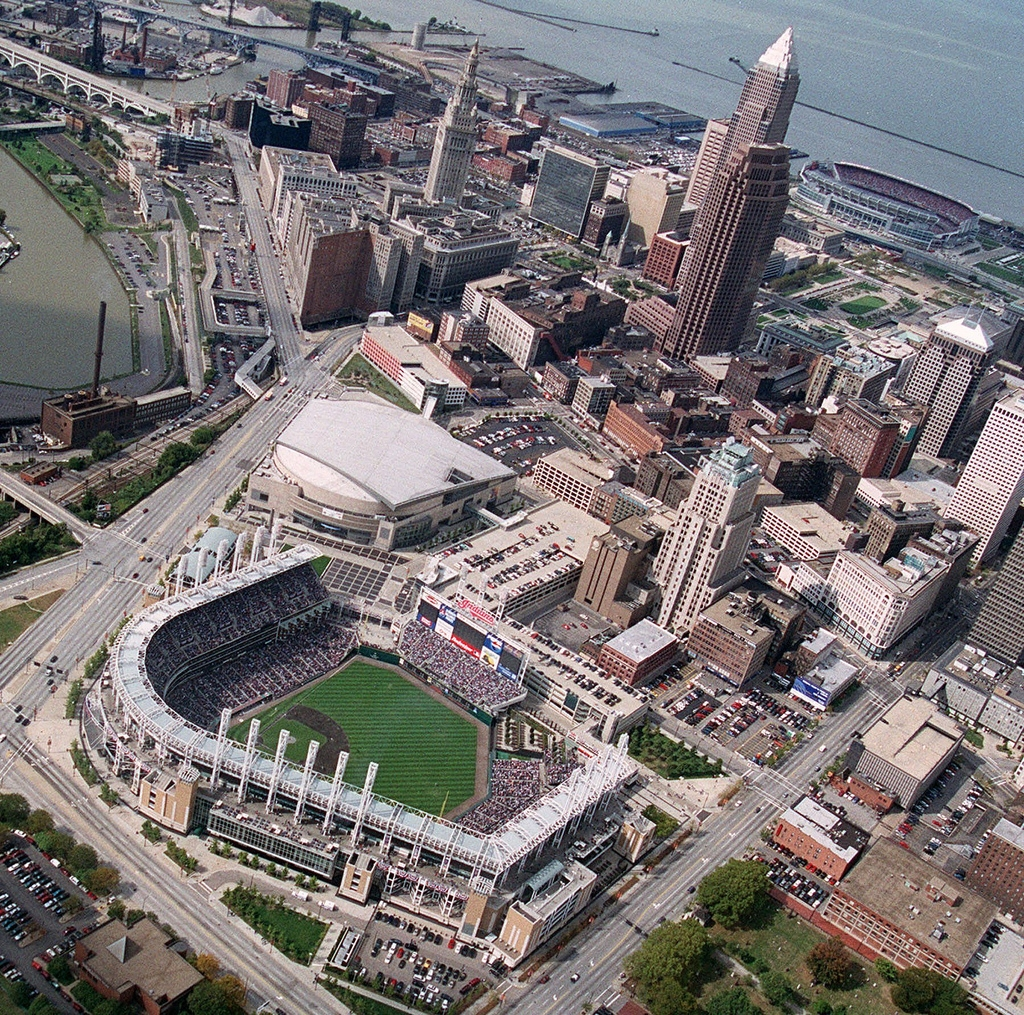
Вид на стадион сверху

Проект бейсбольного стадиона был разработан архитектурным бюро HOK Sport (сейчас Populous), в то время подразделением Hellmuth, Obata and Kassabaum. Стадион стал вторым сооружением для HOK, разработанным в ретро-современном стиле. Архитекторы предложили проект, похожий на использованный ими при строительстве «Кемден-ярдс» в Балтиморе, однако решено было использовать не системы поперечного крепления, а фермы. В дизайне стадиона использовалась асимметричная ограда разной высоты, ступенчатые ярусы и небольшой второй этаж. Со стороны улицы сооружение разделено на 37 секций с использованием 74 колон. Также было решено использовать сталь вместо бетона. Расположение спортивного объекта было выбрано так, чтобы зрителям открывался красивый вид на деловую часть Кливленда. Проектирование несущей конструкции было проведено кливлендской компанией Osborn Engineering, которая помогала в строительстве кливлендского муниципального стадиона, старого «Янки-стэдиума» и «Фенуэей-парка». Сооружение было спроектировано так, чтобы его открытые стальные конструкции и вертикальные мачты освещения гармонично вписались в панораму Кливленда.
«Прогрессив-филд» обладает некоторыми уникальными особенностями. На поле стадиона (площадь 4,9 га) уложено естественное травяное покрытие Kentucky Bluegrass. Вокруг стадиона расположено 19 осветительных матч, возвышающихся над уровнем улицы и уровнем игрового поля на 61 метр и 66 метров соответственно: три за табло, шесть за первой базой, шесть за третьей базой и четыре в правом филде. Являясь отличительной особенностью сооружения, эти мачты были помещены на первоначальный логотип «Джейкобс-филда» и на логотип матча всех звёзд МЛБ 1997 года. Длина левого и правого филда от дома до стены составляет 99 метров, а сама стена в левой части имеет высоту 6 м и известна как «Маленький зелёный монстр» (англ. Little Green Monster). Высота стены в центре и с правой стороны составляет 3 м. Сиденья на «Прогрессив-филд» окрашены в традиционный зелёный цвет и расположены на всех трёх уровнях под углом 8-12 градусов. Исключение составляют места в центр-филде, где нет сидячих мест, и дешёвые места в левом-филде. Буллпен находится немного выше игрового поля, что позволяет зрителям наблюдать за разминкой игроков. Буллпен «Индианс» находится напротив секции 103, а буллпен гостевой команды за буллпеном «Индианс». В отличие от большинства бейсбольных стадионов, дагаут «Индианс» расположен вдоль линии третьей базы, а дагаут гостей вдоль линии первой базы. На момент открытия стадиона в нём была 121 VIP-ложа, однако в настоящее время, после реконструкции, осталось всего 115 и по этому показателю «Прогрессив-филд» занимает второе место среди стадионов МЛБ.

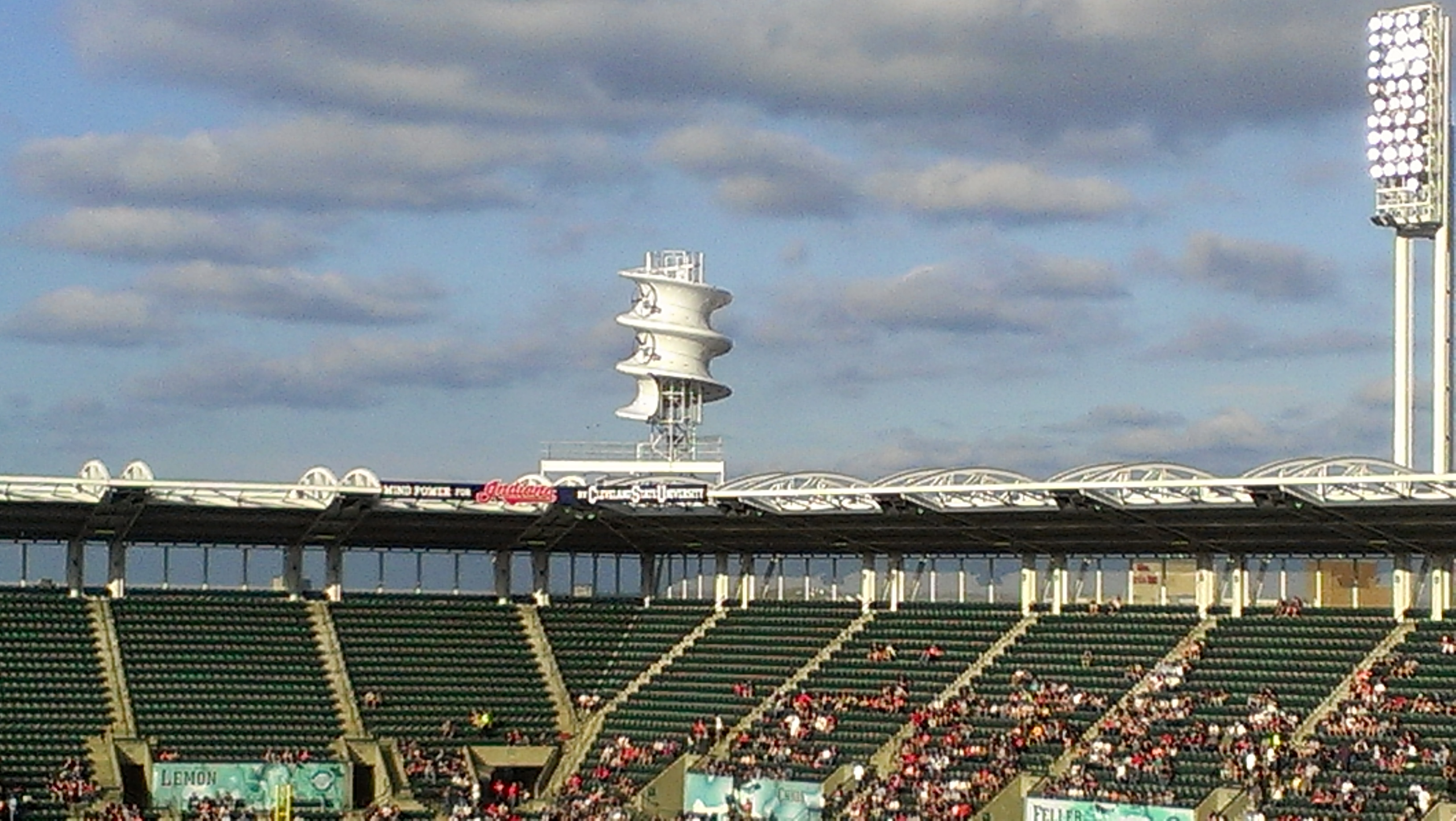
Ветрогенератор на «Прогрессив-филд»

Перед началом сезона 1997 года на открытой трибуне было добавлено 480 мест. В 2004 году на стадионе был установлен видео экран фирмы Daktronics размером 11 на 45 метров — на то время самый большой в мире видео экран для спортивных сооружений. На стене вдоль левого филда было установлено табло, на котором в реальном времени показываются результаты матчей других команд лиги. В 2007 году «Индианс» стали первым клубом Американской лиги, установившим солнечные панели на стадионе. Команда также вложила 1,1 млн долларов в преобразование зоны для пикников возле стадиона на «Парк Наследия», где было установлено 27 мемориальных табличек в честь членов Зала Славы «Кливленд Индианс», а также 38 кирпичей, символизирующих самые памятные моменты клуба. Сюда также была перенесена мемориальная табличка Рея Чапмана, которая первоначально была установлена в «Лиг-парке». Вокруг стадиона были высажены деревья, которые отбрасывают тень на позицию отбивающего. Перед днём открытия сезона 2012 года «Индианс» на стадионе установили ветрогенератор, однако перед сезоном 2013 года его убрали.

### Закусочные и развлечения
На стадионе расположено несколько закусочных, в которых посетители могут есть и одновременно наблюдать за игрой. Вдоль левой части игрового поля, на уровне люксовых мест, расположен многоуровневый застеклённый ресторан Terrace Club, куда могут пройти зрители, имеющие билет на игру и специальный пропуск. В дни, когда на стадионе не проходят игры, ресторан используется для проведения корпоративов, бизнес встреч, вечеринок и свадеб. Сразу же за правой линией игрового поля, между буллпеном и секцией 117, расположена закусочная Budweiser Patio, которая в основном используется для проведения корпоративных и частных вечеринок. В мае 2012 года на самом нижнем уровне сооружения была открыта детская игровая зона Kids Clubhouse. В ней дети могут заняться рисованием, ремёслами, имеется скалолазный стенд, мини поле для бейсбола и закрытая площадка для отработки удара битой по мячу. Чтобы родители могли одновременно наблюдать за игрой в Kids Clubhouse были установлены большие окна, выходящие на игровое поле.

## Награды
- 1992 — награда за «градостроительное проектирование», Professional Architecture Magazine[52]
- 1994 — награда за «выдающиеся достижения», Cleveland Engineering Society[52]
- 1994 — награда за «дизайн», Американский институт архитекторов (центральные штаты)[52]
- 1995 — почётная награда за «архитектуру», Американский институт архитекторов[52]
- 1994 — Merit Winner, Modern Steel Construction Engineering Association[52]
- 1996 — почётная награда за «градостроительное проектирование», Американский институт архитекторов[52]
- 2008 — лучший стадион в МЛБ по версии Sports Illustrated[12]

## Первые события на стадионе

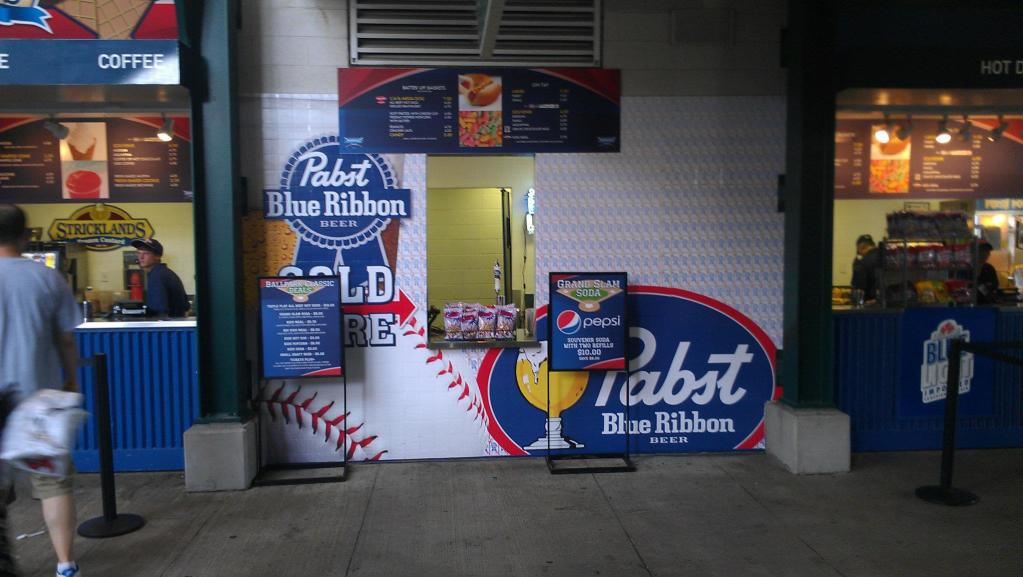
Торговый киоск Pabst Blue Ribbon на «Прогрессив-филд»

Все события, если не указано другое, были сделаны «Кливленд Индианс»
| Событие                          | Кем сделано                                          | Дата            |
| -------------------------------- | ---------------------------------------------------- | --------------- |
| Первая игра                      | vs. Сиэтл Маринерс                                   | 4 апреля 1994   |
| Первый церемониальный бросок     | Президент США Билл Клинтон бросил Сэнди Аломару      | 4 апреля 1994   |
| Первый отбивающий                | Рич Амарал (Сиэтл Маринерс)                          | 4 апреля 1994   |
| Первый хит                       | Эрик Энтони (Сиэтл Маринерс), хоум-ран               | 4 апреля 1994   |
| Первый хит «Индианс»             | Сэнди Аломар младший                                 | 4 апреля 1994   |
| Первый дабл                      | Мэнни Рамирес                                        | 4 апреля 1994   |
| Первый хоум-ран                  | Эрик Энтони (Сиэтл Маринерс)                         | 4 апреля 1994   |
| Первый ран «Индианс»             | Кэнди Малдонадо                                      | 4 апреля 1994   |
| Первый питчер, одержавший победу | Эрик Планк                                           | 4 апреля 1994   |
| Первая ночная игра               | vs. Сиэтл Маринерс                                   | 7 апреля 1994   |
| Первый трипл                     | Кен Гриффи младший (Сиэтл Маринерс)                  | 7 апреля 1994   |
| Первый хоум-ран «Индианс»        | Эдди Мюррей                                          | 7 апреля 1994   |
| Первая украденная база           | Омар Визкел                                          | 7 апреля 1994   |
| Первый сейв                      | Хиполито Пичардо (Канзас-Сити Роялс)                 | 15 апреля 1994  |
| Первый грэнд слэм                | Пол Сорренто                                         | 9 мая 1995      |
| Первый внутренний хоум-ран       | Дэвид Белл                                           | 15 апреля 1998  |
| Первый трипл-плей                | Кейси Блейк-Асдурбал Кабрера-Виктор Мартинес (5-4-3) | 27 августа 2007 |
| Первый безпассовый трипл-плей    | Асдурбал Кабрера                                     | 12 мая 2008     |
| Первый ноу-хитер                 | Эрвин Сантана (Лос-Анджелес Энджелс из Анахайма)     | 27 июля 2011    |